# Andrew Moore
Andrew Moore (ur. w 1752 roku – zm. 14 kwietnia 1821 roku w Lexington w Wirginii) – amerykański polityk.

## Życiorys
Służył w armii amerykańskiej podczas wojny o niepodległość Stanów Zjednoczonych, początkowo w stopniu kapitana, później generała brygadiera i wreszcie generała majora.
W 1788 roku był delegatem na konwencję konstytucyjną w Wirginii, podczas której ratyfikowano Konstytucję Stanów Zjednoczonych.
W latach 1789–1797, podczas pierwszej, drugiej, trzeciej i czwartej kadencji Kongresu Stanów Zjednoczonych, reprezentował stan Wirginia w Izbie Reprezentantów Stanów Zjednoczonych.
W latach 1804–1809 z ramienia Partii Demokratyczno-Republikańskiej zasiadał w Senacie Stanów Zjednoczonych, gdzie reprezentował stan Wirginia.
Jego syn, Samuel McDowell Moore, również reprezentował stan Wirginia w Izbie Reprezentantów Stanów Zjednoczonych.